# إيموس
إيموس (بالإنجليزية: City of Imus) هي مدينة في الفلبين، تتبع كاويته، هي عاصمة كاويته، بلغ عدد سكانها 403٬785  نسمة، في 2015، تبلغ مساحتها 171٫66 كيلومتر مربع، و64٫70 كيلومتر مربع، رمزها البريدي هو 4103.

## معرض صور

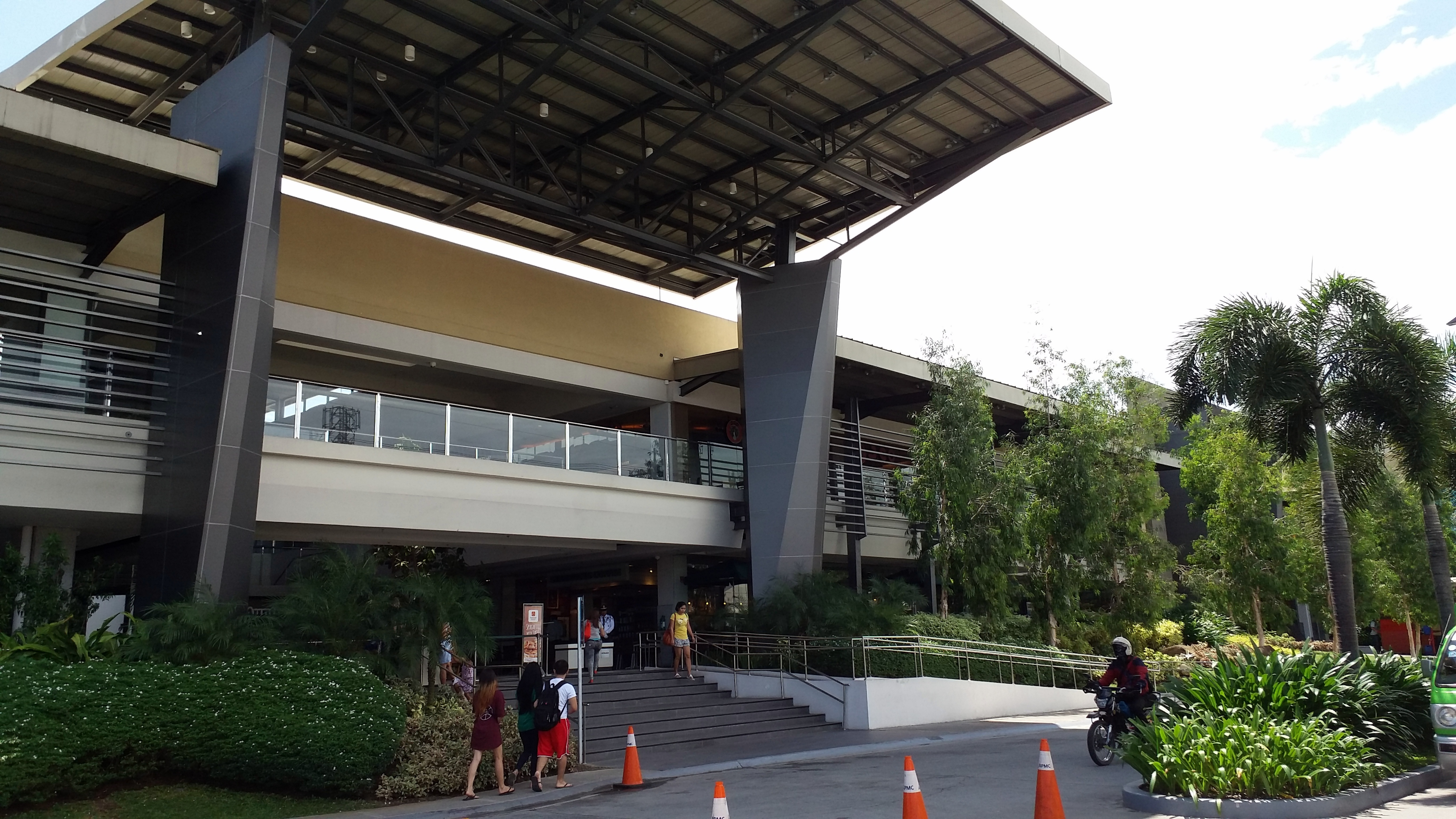
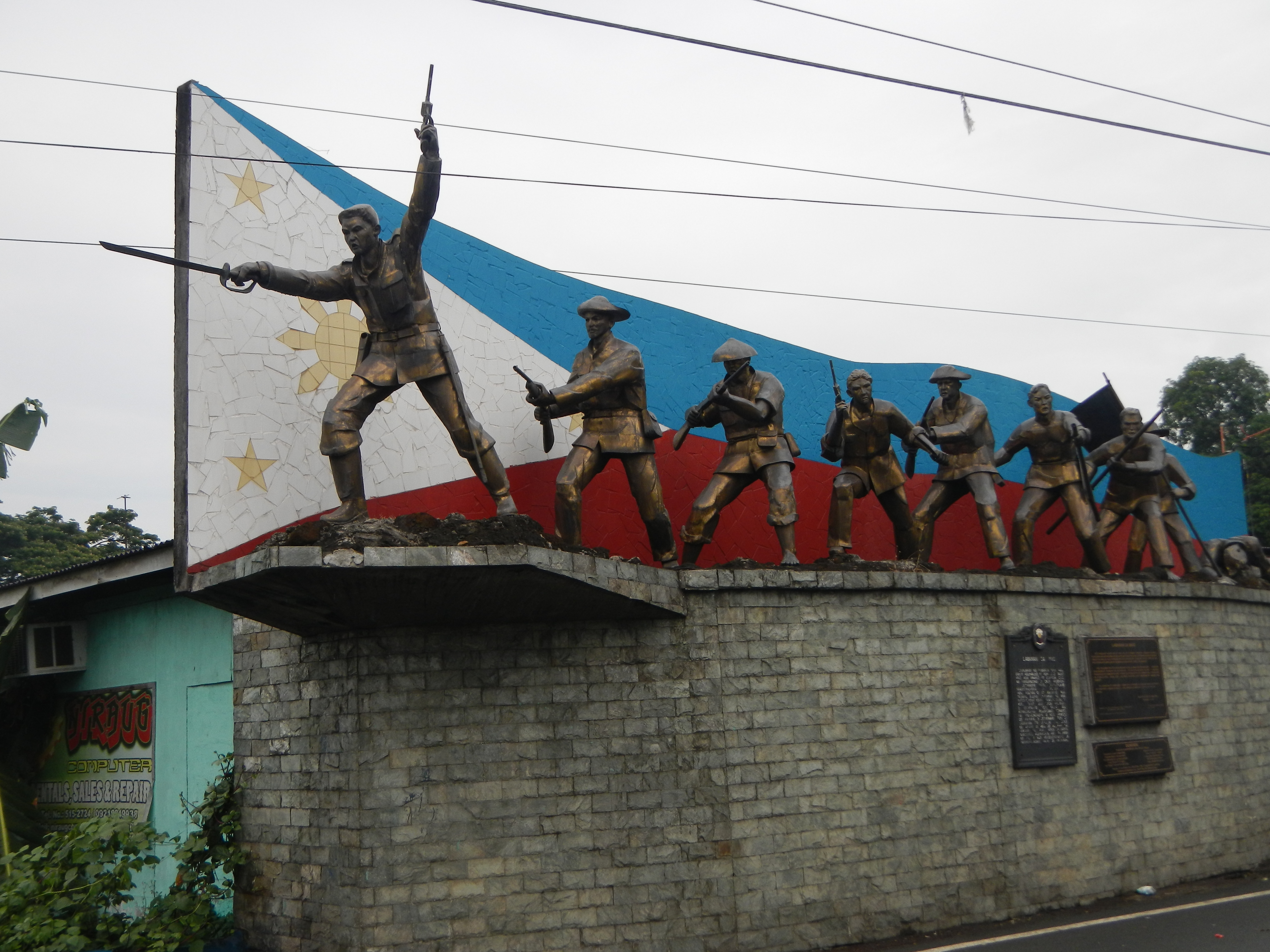
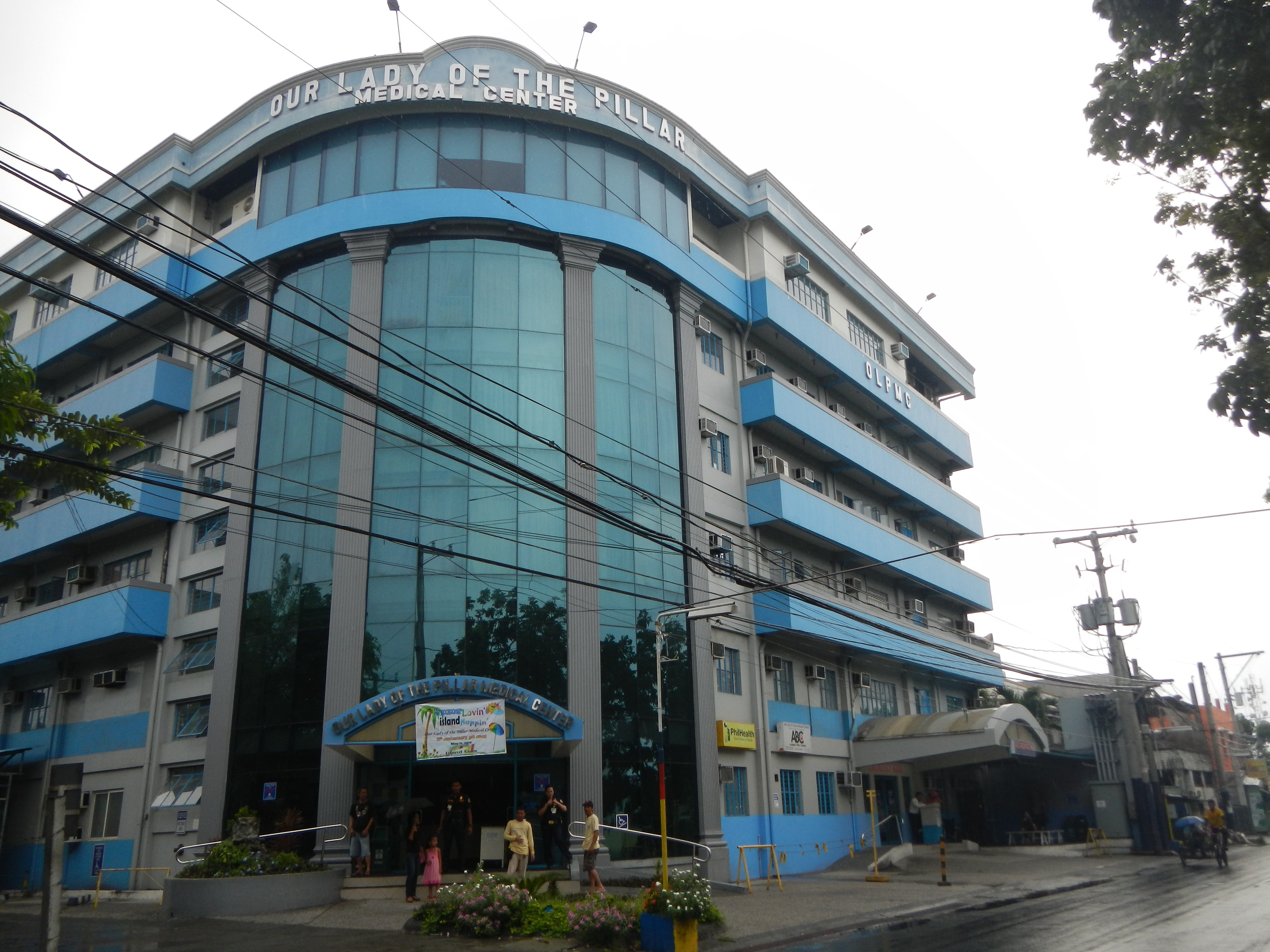
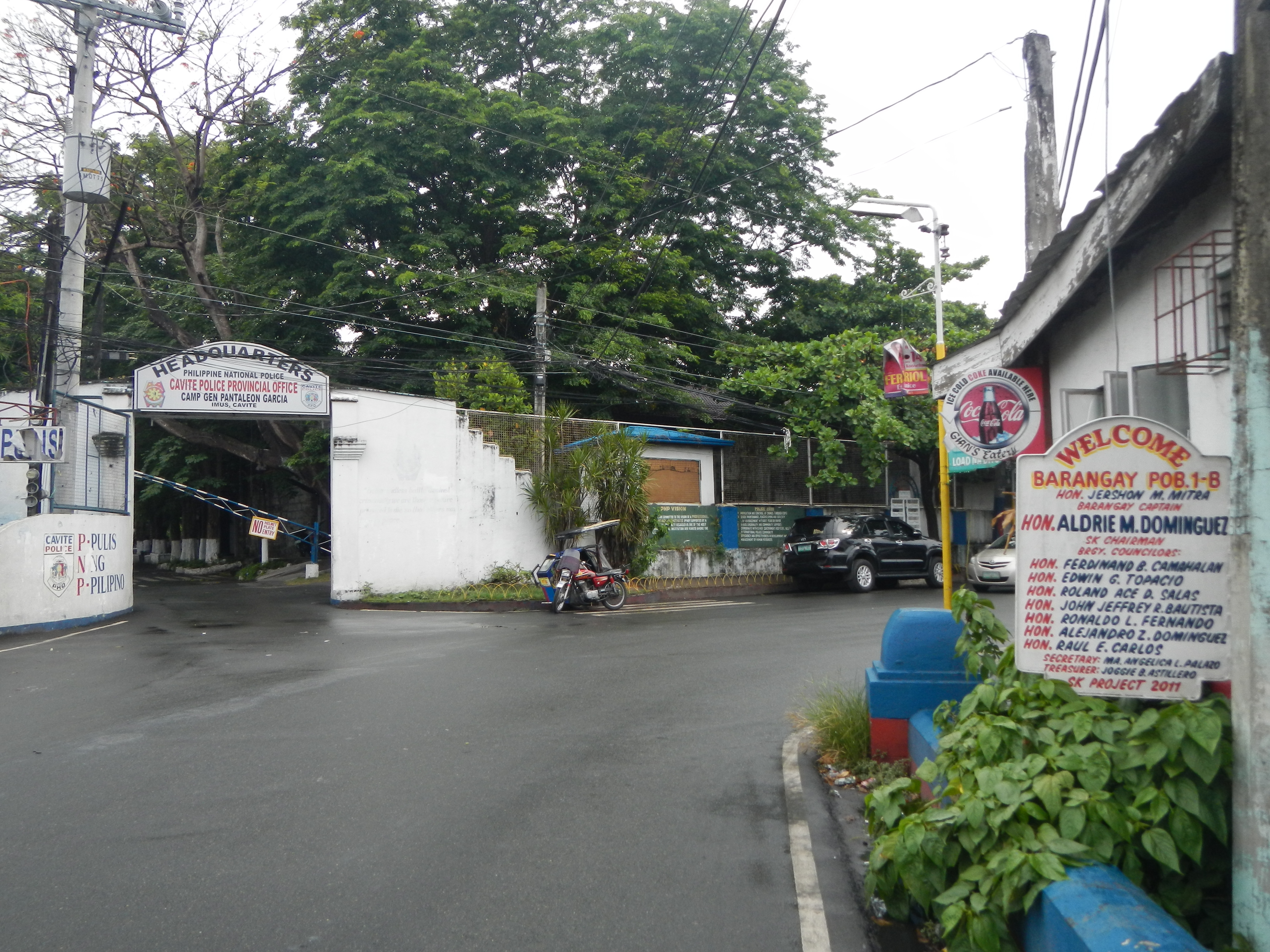

## الموقع
تشترك في الحدود مع:
- Kawit [الإنجليزية]‏
- داسماريناس.

## أعلام
- تيرينس روميو
- جيمس إل. غوردون
- سانتياغو ألفاريز